# Rozada

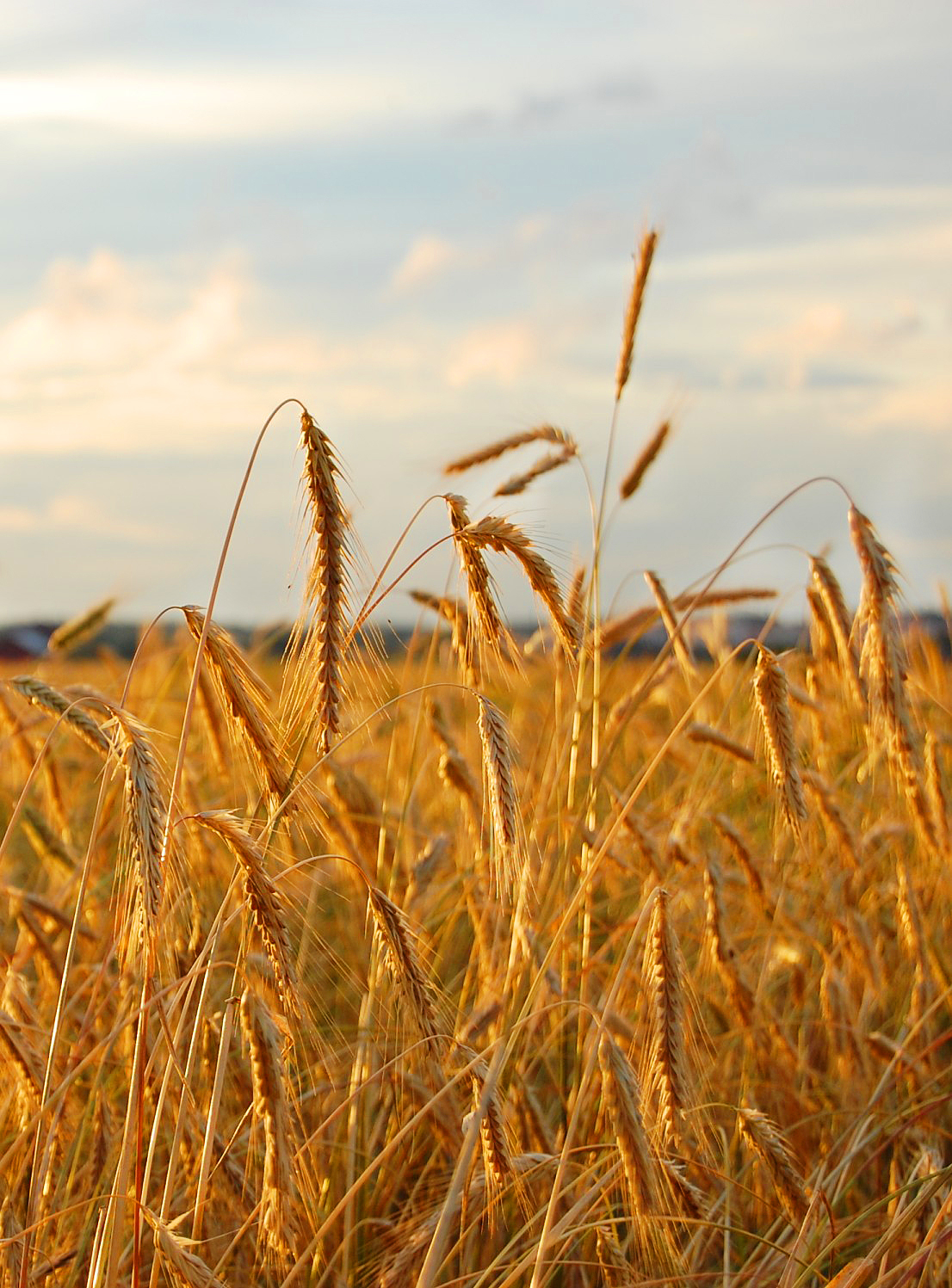
El cultivo primordial de las 'rozadas' era el centeno.

La rozada en la provincia de Zamora (concretamente en la comarca de Aliste) se denominaba al proceso de poner en cultivo agrícola una cierta extensión de terreno mediante el trabajo comunal de los vecinos de un municipio, siendo el aprovechamiento común a todos participantes. Esta práctica se desarrolló en Zamora hasta comienzos del siglo XX. La rozada podía tener un periodo de duración anual, trianual, de lustros o de seis años. La periodicidad de la rozada dependía del municipio en cuestión. El día de reparto era motivo de fiesta popular en el municipio. 

## Características
Tenían derecho a la rozada todos los vecinos del pueblo, con empleo de labradores o no, hombres o mujeres viudas. El secretario del Ayuntamiento llevaba anotado en un cuaderno los percibidores de la rozada. La rozada se compone de una extensión cultivada aproximada de cien fanegas de sembrado. Estos terrenos eran colectivos, es decir, tierras de aprovechamiento común. Las rozadas pueden llegar a ser repartidas entre ochenta a noventa vecinos. Debido a las peculiaridades del terreno alistano era habitual que sembrara centeno en las rozadas. Cada una de las rozadas se comunicaban a los vecinos en junta por el alcalde en un domingo del mes de enero. Los vecinos reunidos en concejo abierto elegían los denominados jueces de rozada que eran los encargados de organizar las tareas de la siembra, las fechas, los responsables. Cada juez llevaba una cayada (palo) que le identificaba con el distintivo. Su responsabilidad estaba vigente durante el periodo de la rozada. Los jueces de rozada convocaban a los vecinos mediante toques de campana y les comunicaban los días acordados para ejecutar las tareas.
Las labores especificadas por los jueces de la rozada abarcaban desde las tareas más simples de rotura de terrones, el desbrozamiento de jaras (arbusto de monte bajo habitual en la comarca), el arado, la siembra propiamente dicha. El periodo de trabajo iba desde las nueve de la mañana hasta las doce, a la una de la tarde se continuaban los trabajos hasta la puesta del sol. Las labores de vigilancia de los sembrados eran repartidos por turnos entre los 'rozadores'. La siega y transporte a la era correspondía igualmente a la rozada. A la siembra concurren los vecinos con una cantidad igual de grano que se entrega a los jueces de la rozada. Las ausencias eran anotadas por los jueces y se descontaban con un celemín y medio de grano por día ausente en los instantes de la repartición.    